# لی شوانگ (بازیکن هاکی)
لی شوانگ (انگلیسی: Li Shuang؛ متولد ۱۴ ژوئیه ۱۹۷۸) ورزشکار هاکی روی چمن اهل چین است.
وی در مسابقات کشوری و بین‌المللی در مجموع برندهٔ ۳ مدال طلا، ۲ مدال نقره، ۱ مدال برنز شده است.